# Облога Веприка

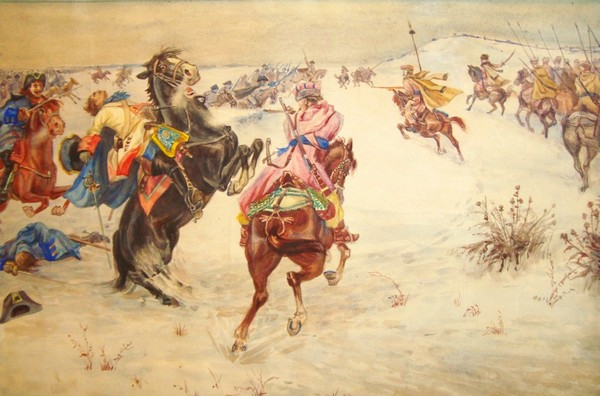
Бій козаків Харківського слобідського козацького полку зі шведами під час Веприцької оборони

Штурм Веприка — штурм союзними військами Карла XII й Івана Мазепи містечка Веприка, у якому перебувала московсько-слобідська залога; епізод Північної війни 1709—1721.

## Історія
На початку XVIII століття Веприк був сотенним містечком Гадяцького полку Війська Запорозького. Містечко не мало складних фортифікаційних споруд, але було огороджено чотирикутним 6-8 метровим земляним валом та палісадом із соснових колод, а також ровом.
У містечку розташовувалася залога кількістю 1500 солдат регулярної армії Московського царства, зокрема кілька сотень козаків Харківського слобідського козацького полку та калмики. Комендантом Веприка на той час був полковник Вільям Фермор (шотландець за походженням), його заступником був командир батальйону Івангородського піхотного полка підполковник С. Я. Юрлов. Спираючись на допомогу місцевих жителів[джерело?], московські військовики та харківці тривалий час відбивали атаки шведів.
22 грудня 1708 загони шведської армії на чолі з Карлом XII рушили на Веприк, але їм не вдалося відразу захопити містечко і вони взяли його в облогу.
6 січня 1709 року полки Карла XII та Івана Мазепи почали штурм фортеці Веприка з трьох боків, але він виявився невдалим. Карл XII велів припинити штурм і послав до обложених парламентера з пропозицією здатися, обіцяючи зберегти їм життя та майно. В іншому випадку він погрожував нікого не залишити в живих. Веприк капітулював.
Король дотримав обіцянку і на додачу видав кожному полоненому на знак поваги за виявлену мужність по 10 польських злотих. Фортеця була спалена шведами. Вони втратили при штурмі 2 тисячі чоловік вбитими і пораненими. Втрати захисників — 7 офіцерів, 167 солдатів убитими, 150 пораненими.
Після захоплення Веприк був спалений.

## Галерея

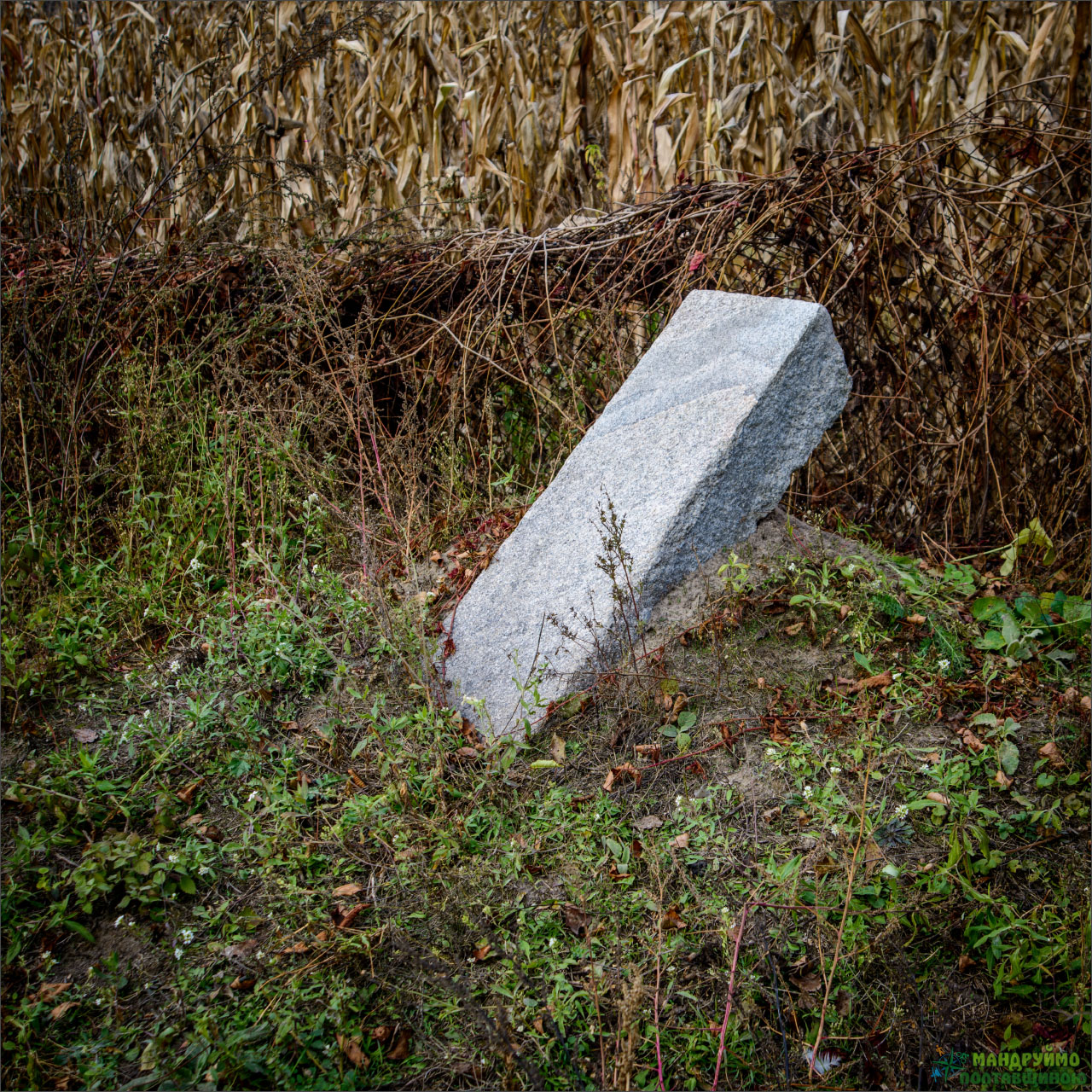
Фортечні ворота
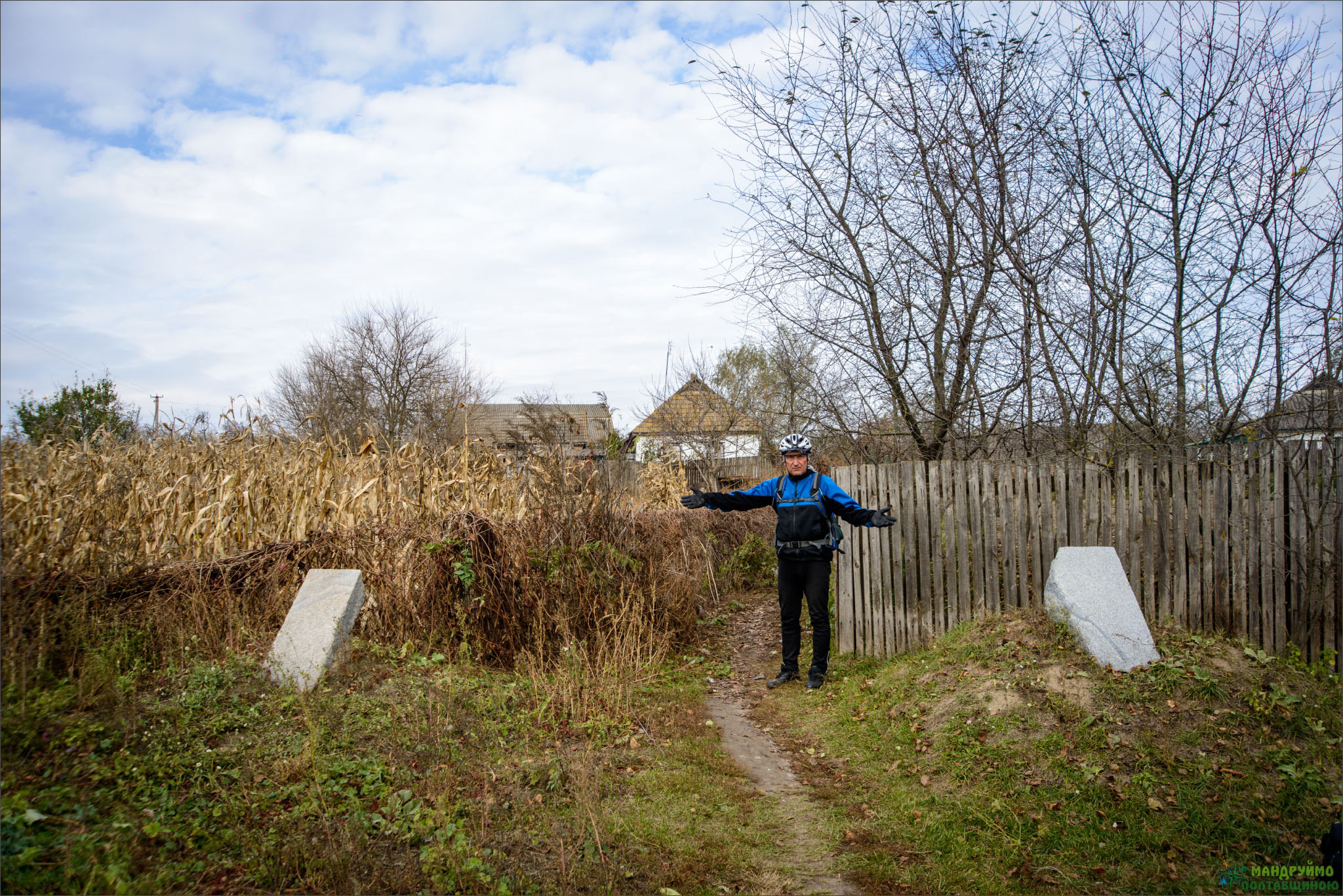
Фортечні ворота
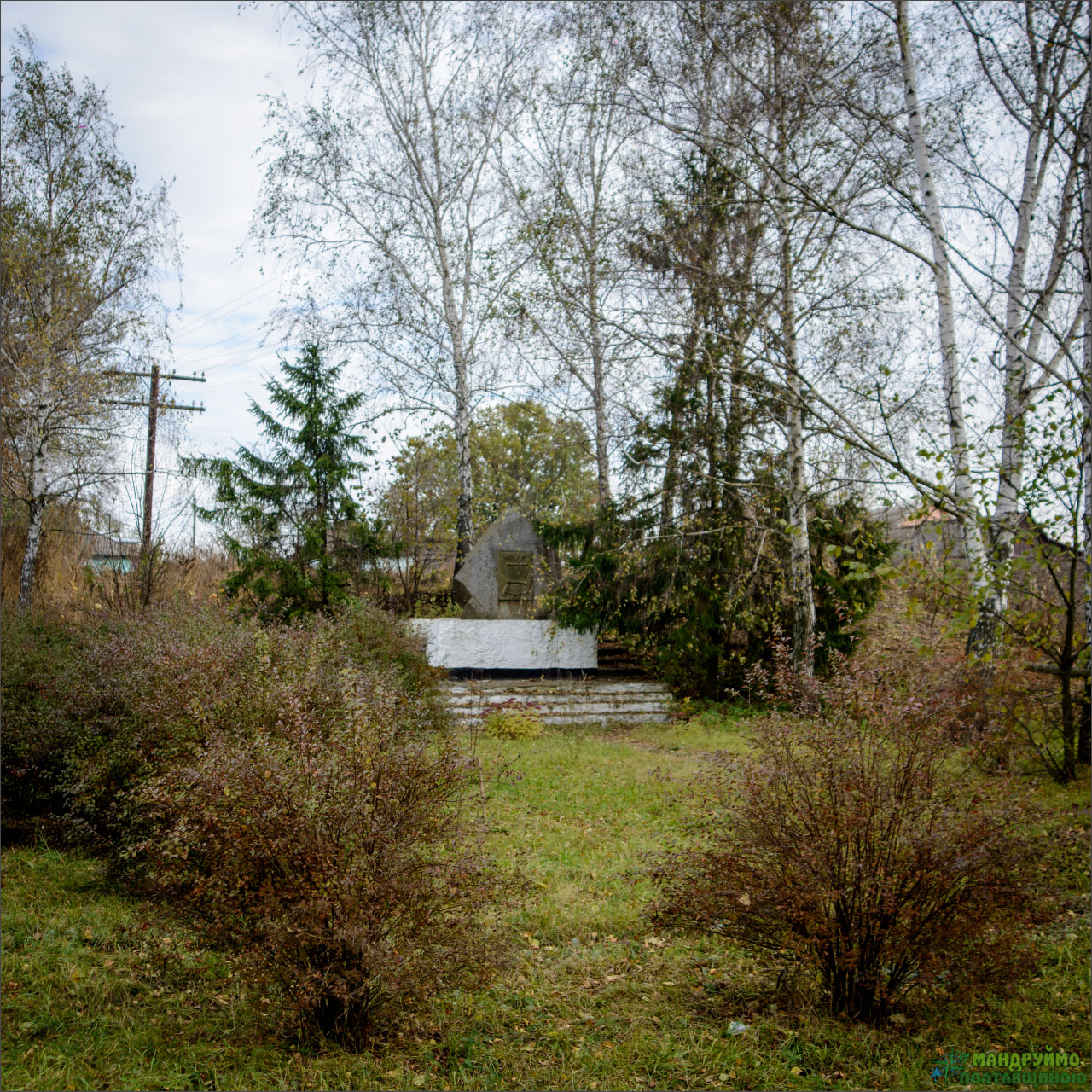